# Pirata iviei
Pirata iviei là một loài nhện trong họ Lycosidae.
Loài này thuộc chi Pirata. Pirata iviei được Alfred Russel Wallace & H. Exline miêu tả năm 1978.